# Programma di trasmigrazione
Il Programma di trasmigrazione (in indonesiano: transmigrasi) fu un'iniziativa del governo coloniale olandese, successivamente portata avanti dal governo indonesiano, per spostare individui senza terra dalle aree più densamente popolate dell'Indonesia verso luoghi meno popolosi del paese. Ciò significò trasferire permanentemente abitanti dall'isola di Giava, e in misura minore anche da Bali e Madura, verso aree quali Papua occidentale, Kalimantan, Sumatra e Sulawesi. L'obbiettivo dichiarato di tale programma era quello di ridurre la povertà e la sovrappopolazione dell'isola di Giava e allo stesso tempo fornire forza lavoro per utilizzare meglio le risorse naturali delle isole periferiche. Tuttavia il programma è stato fortemente criticato vista la paura di "giavanizzazione" ed "islamizzazione" delle popolazioni native locali che ha portato alla nascita di movimenti separatisti e a violenze etniche.